# 聖路易主教座堂
42°8′40″N 24°45′9″E / 42.14444°N 24.75250°E

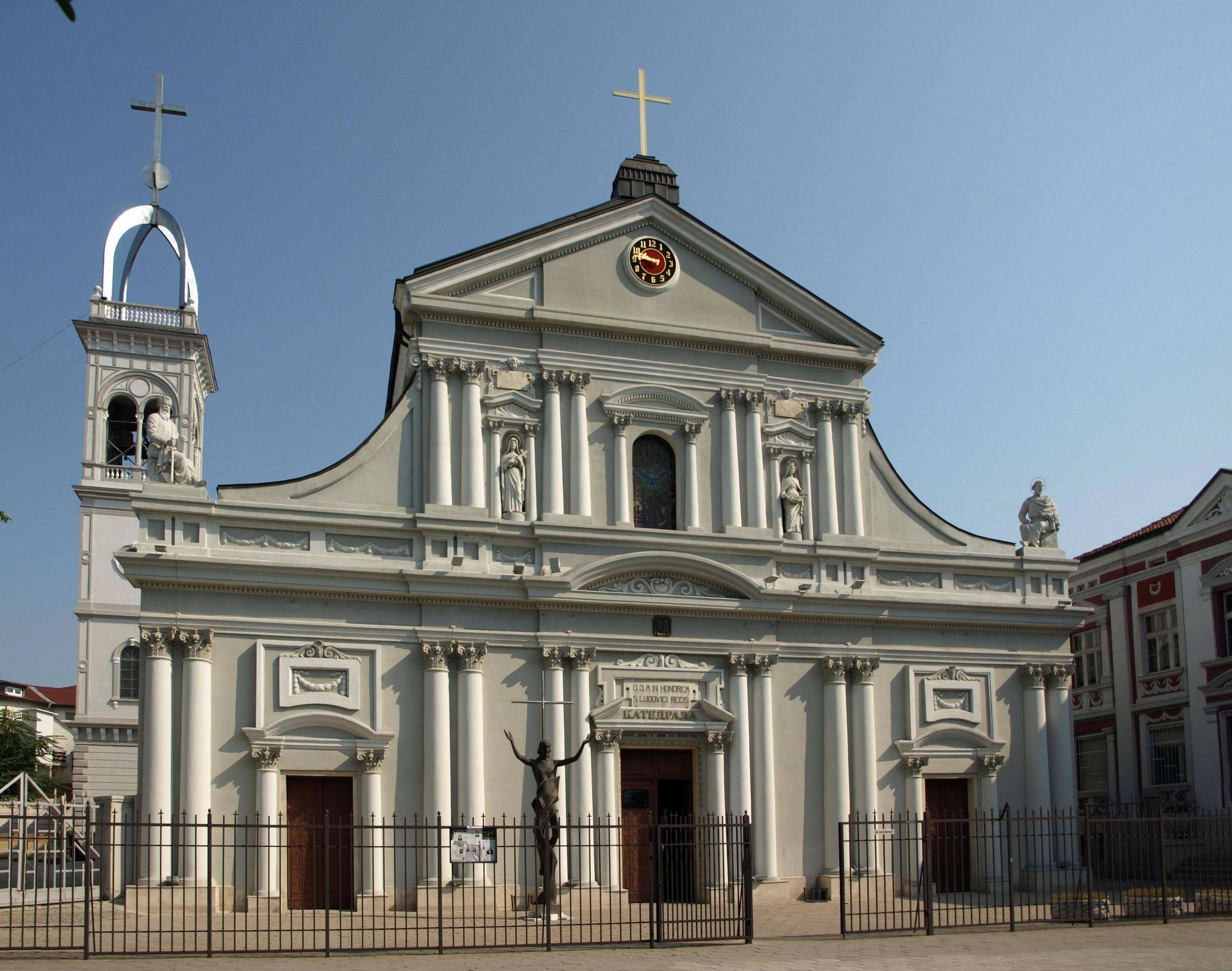

聖路易主教座堂（Cathedral of St Louis）是位於保加利亞普羅夫迪夫的一座羅馬天主教的主教座堂。聖路易主教座堂是天主教索菲亞暨普羅夫迪夫教區的主教座堂之一。教堂名稱來自於法國國王路易九世。